# Спиридонов, Алексей Сергеевич
Алексей Сергеевич Спиридонов (20 ноября 1951, Ленинград — 9 апреля 1998, Санкт-Петербург) — советский легкоатлет, метатель молота. Заслуженный мастер спорта СССР (1978).

## Биография
Тренировался в ленинградском ДСО «Труд». Тренер ― Олег Колодий.
Серебряный призёр Летних Олимпийских игр 1976 года. На этих играх он вместе с атлетами Юрием Седых и Анатолием Бондарчуком занял весь призовой пьедестал в метании молота.
11 сентября 1974 года установил рекорд мира в метании молота (продержался до 19 мая 1975 года). Серебряный призёр чемпионата СССР 1975 года в помещении в метании веса (22,58 м).
Похоронен на Сестрорецком кладбище.